# Ludwig August von Gärttner
Ludwig Gottlieb August Gärttner, ab 1832 von Gärttner, (* 30. September 1790 in Bietigheim; † 13. Januar 1870 in Stuttgart) war ein württembergischer Politiker und Oberamtmann.

## Leben und Werk
Ludwig August Gärttner, Bruder des Karl Gärttner, besuchte die Lateinschule und machte danach eine Schreiberlehre. Von 1816 bis 1817 war er Assistent bei der Krondomänen-Sektion, 1816 wurde er Rechnungsrat bei der Staatsschulden-Zahlungskasse. Von 1816 bis 1817 war er Rechnungsrevisor und 1817 bis 1823 Kanzleidirektor bei der Hofdomänenkammer. 1823 trat er seine erste Stelle als Oberamtmann beim Oberamt Besigheim an, die er bis 1831 ausübte. Danach war er von 1831 bis 1837 Oberamtmann beim Oberamt Cannstatt. Von 1837 bis 1848 schließlich war er Stadtdirektor von Stuttgart mit Titel und Rang Oberregierungsrat. Von 1848 bis 1868 dann Direktor der Oberrechnungskammer und der Staatskassenverwaltung, seit 1866 mit dem Titel und Rang Präsident. Mit 78 Jahren trat er 1868 in den Ruhestand.

## Politik
Im Jahr 1825 wurde er für den Wahlkreis Heilbronn Amt in den württembergischen Landtag gewählt. Er übte dieses Mandat bis 1830 aus.

## Ehrungen
- 1828 wurde er Ehrenbürger von Stuttgart.
- 1832 wurde Ludwig August von Gärttner das Ritterkreuz des  Ordens der Württembergischen Krone verliehen, womit der persönliche Adelstitel (Nobilitierung) verbunden war.
- 1861 erhielt er das Kommenturkreuz 2. und 1868 1. Klasse des Friedrichs-Ordens.